# ديفيد روبن (مؤلف)
ديفيد روبن (بالإنجليزية: David Rubin)‏ (27 مارس 1924 - 2 فبراير 2008)؛ مترجم وروائي أمريكي.